# 弗拉基米爾·若加
弗拉基米爾·阿爾喬莫維奇·若加（羅馬化：Vladimir Artemovich Zhoga，1993年5月26日—2022年3月5日），呼號沃哈（Воха），是頓涅茨克人民共和國獨立偵察營斯巴達營指揮官，軍銜警衛上校。他在陣亡之後被追授頓涅茨克人民共和國英雄和俄羅斯聯邦英雄。

## 生平
若加生於1993年5月26日，父親是頓涅茨克人民共和國武裝部隊中校，斯巴達營參謀長阿爾喬姆·若加（Артем Жога），母親則是主婦。若加和父母搬到了斯洛維揚斯克生活和工作，他自少喜歡足球，自14歲起便和他的父親一起經營魚店。高中畢業後，直到2014年，佐加對入伍沒有興趣，他試圖考入頓巴斯國立師範大學，但沒有通過考試，而是進入一所技術學校斯拉夫職業藝術學院，在那裡他接受遙距教育，後成了油漆匠。
在2014年的廣場革命之前，若加稱自己不關心政治；之後他開始將這些事件視為對他家的「政變」和威脅。在他的熟人圈子裡，沒有人支持廣場革命，這使他的觀點更加堅定。2014年，若加和他的父親阿爾喬姆·若加加入了斯巴達營，這是在頓巴斯戰爭期間出現的幾個親俄分離主義民兵組織之一。斯巴達營被認為是最有力量的分離主義民兵之一，在意識形態上認同俄羅斯的極端民族主義和領土收復主義。一些國際媒體也將這支部隊和若加本人描述為與新納粹主義有關，儘管德國反極端主義新聞網站《鐘樓》的研究無法確定斯巴達營與新納粹主義之間的直接聯繫。該部隊忠於頓涅茨克人民共和國，這是位於頓巴斯的俄羅斯傀儡國家之一。
2018年6月，若加在頓涅茨克捲入一宗事故。他與一名女孩騎乘電單車，與一輛奔馳的廂型麵包車相撞。女孩當場死亡，若加受重傷住院。烏克蘭新聞網站《Glavcom》稱，這宗事故是由一名擔任斯巴達營顧問的俄羅斯士兵（代號「白貂」）對若加之企圖暗殺。據報導，兩人曾多次發生衝突，因為「白貂」認為若加太年輕，無法擔任民兵領袖。相比之下，來自頓涅茨克的反分裂博主法希克·頓涅茨基（Фашик Донецкий）聲稱佐加在事件中醉酒駕駛。

## 事蹟
2014年8月，若加從服役的第一天就參加了頓巴斯戰爭，起初他參加了斯拉維揚斯克的自衛隊，他在戰鬥中多處受傷，圍攻斯洛維揚斯克的戰鬥中頭部受傷，他亦曾參與第二次頓涅茨克機場戰役和伊洛瓦伊斯克戰役。而在國外的戰鬥中，亦曾身中13塊碎片擊傷。他後來晉升為偵察連的副連長，在獨立偵察營斯巴達營的創建者阿尔森·帕夫洛夫被暗殺身亡後，他於2016年10月接管了斯巴達營，此前曾擔任帕夫洛夫的私人司機和第一副指揮官。若加是帕夫洛夫的親密知己，若加後成帕夫洛夫女兒的教父。
若加接管了斯巴達營的指揮權後，此時該營已增至1000名武裝分子。作為斯巴達營的領導者，佐加被指控犯有戰爭罪，包括謀殺和虐待烏克蘭戰俘。他最終晉升為上校軍銜。
在2022年俄羅斯入侵烏克蘭開始後，烏克蘭職業拳擊手弗拉基米尔·克利奇科宣布他已自願加入烏克蘭軍隊。若加在他的VKontakte頁面向克利奇科發起決鬥宣言，要求單挑，並建議克利奇科選擇「手槍、機關槍、狙擊步槍或任何其他火力破壞手段」。若加表示在基輔郊區發生第一次砲擊時，克利奇科「將排在那些匆忙乘公務機離開烏克蘭的人之隊列中。」但數日後，根據頓涅茨克人民共和國官方的宣佈，若加於2022年3月5日在烏克蘭的沃爾諾瓦哈確保平民離開該市時陣亡，終年28歲。而烏克蘭官方表明沃爾諾瓦哈在烏軍的控制之中，若加無視反停火協議故意入侵而導致其喪生。他被頓涅茨克人民共和國元首丹尼斯·普希林追授了頓涅茨克人民共和國英雄勋章。同日，俄羅斯總統弗拉基米爾·普京因若加「在履行公民義務時表現出的英雄氣概和勇氣」而追授俄羅斯聯邦英雄勋章。
在若加陣亡以後，若加的父親阿爾喬姆·若加接管斯巴達營，成為新一任指揮官。
若加安葬在頓涅茨克海公墓的英雄巷。

## 榮譽
2022年3月18日，頓涅茨克人民共和國將沃爾諾瓦哈市以烏克蘭武裝部隊命名的「英雄第51特種旅街」（улица героев 51 ОМБр）更名為「俄羅斯英雄弗拉基米爾·若加街」（улицу Героя России Владимира Жоги）。 頓涅茨克人民共和國元首普希林和統一俄羅斯總委員會書記安德烈·圖爾恰克出席了更名儀式。此外，頓河畔羅斯托夫、符拉迪沃斯托克、邁科普、鄂木斯克、克孜勒和其他幾個俄羅斯城市的街道都以若加的名字命名。2022年10月，佐加半身像在沃爾諾瓦哈揭幕。
- 俄羅斯聯邦英雄[21]
- 頓涅茨克人民共和國英雄[23]
- 二級聖天使米迦勒勳章[30]
- 聖喬治十字徽章（3次）[30]
- 保衛沙赫喬爾斯克獎章[30]
- 保衛斯拉維揚斯克獎章[30]
- 軍事功績獎章[30]
- 保衛伊洛瓦斯克獎章[30]
- 國際戰士獎章[30]